# Weyhe
Weyhe é um município da Alemanha localizado no distrito de Diepholz, estado de Baixa Saxônia.